# Сірчана лампа

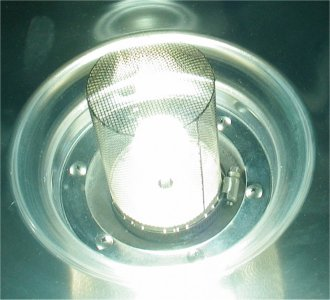
Сірчана лампа

Сірча́на ла́мпа — джерело світла квазісонячного спектра.
Високоефективна лампа з широким спектром випромінювання, що генерується сіркою, яка перебуває в стані плазми.

## Принцип дії
Мікрохвильове випромінювання нагріває сірку в атмосфері інертного газу аргону. Плазма сірки випромінює потужне світло зі спектром, близьким до спектру сонячного світла, майже без інфрачервоної і ультрафіолетової складових. Спектр випромінювання сірчаної лампи поєднує атомарний і молекулярний спектри сірки. Пропорція їх залежить від інтенсивності НВЧ поля накачування. Також у спектрі присутні в невеликій кількості лінії атомарного інертного газу.
Використання безелектродного розряду, як джерела оптичного випромінювання в принципі передбачає наявність таких обов'язкових елементів, як: власне лампа з колбою тої чи іншої форми, генератор електромагнітних коливань та електродинамічна система, що транспортує цю НВЧ-енергію до лампи і формує в зоні локалізації лампи певну стаціонарну або змінну топографію НВЧ-електромагнітного поля. До цих обов'язкових елементів слід додати якийсь формувач діаграми спрямованості отриманого оптичного випромінювання.
Міняти колірну температуру в певних межах можна, змінюючи тиск пари сірки в колбі. Так, підвищення тиску від 4,4 до 12,1 Бар підвищує довжину хвилі максимуму випромінювання від 470 до 570 нм, що відповідає зниженню колірної температури від 6100 до 5100 К. Однак, частка видимого випромінювання при цьому знижується більш ніж у півтора раза: від 68 % до приблизно 41 %.

## Історія
В 70-і роки XX століття в США на фірмі Fusion System Corp. (FSC) створено і використано в технологічному процесі УФ-сушіння випромінювачі на основі безелектродних НВЧ-розрядних ламп, головним чином з аргоново-ртутним наповненням. Випромінювачі працювали з НВЧ-накачуванням на частотах 915 і 2450 МГц.
На початку 90-х років американські інженери, експериментуючи зі складами робочої речовини-наповнювача лампи, виявили, що заміна ртуті в колбі безелектродної лампи сіркою дозволяє отримати досить інтенсивне квазісонячне випромінювання. Це послужило відправним пунктом для створення в 1992 році перших світлових НВЧ-приладів на основі сірчаних ламп з НВЧ-накачуванням на частоті 2450 МГц. А в жовтні 1994 року у Вашингтоні вже продемонстровано дві потужні освітлювальні системи з використанням досить виграшної комбінації НВЧ-джерела світла на сірчаній лампі і порожнистого «призматичного» світловода.
У 2006 році LG Electronics почала виробництво освітлювачів на основі сірчаних ламп. Лінійка цих світильників отримала назву плазмові освітлювальні системи Plasma Lighting System (PLS).

## Технічні характеристики
Основні технічні характеристики деяких сірчаних ламп:
|                          | SOLAR 1000TM  | PSF1032A | PSF1831A |
| Потужність, Вт           | 1375          | 1000     | 1850     |
| Світловий потік, клм     | 130           | 91       | 186      |
| Світлова віддача, лм/Вт  | 94,5          | 91       | 101      |
| Індекс передання кольору | 79            | 76       | 79       |
| Колірна температура      | 5900          | 5500     | 5500     |
| Термін служби            | > 15 000 год* | 100 000  | 100 000  |

Термін служби сірчаної безелектродної лампи визначається ресурсом блоку живлення (перетворювача змінного струму на постійний) і електродвигуна охолоджувальної системи. Для ламп першої хвилі він становив приблизно 10-15 тисяч годин. Ресурс колби ж значно вищий, оскільки сірка практично не реагує з кварцом, навіть за температури 1000 °C. За деякими оцінками термін служби колби може досягати 60 тис. годин, LG заявляє термін служби своїх плазмових прожекторів 100 тис. годин.

## Сірчана лампа і фотосинтез
Сірчана лампа, завдяки особливостям свого спектра, виявилася хорошим джерелом світла для фотосинтезу рослин і, відповідно, для використання в оранжерейному освітленні. Компанія Fusion Lighting на замовлення НАСА провела дослідження, з метою збільшити випромінювання лампи на довжинах хвиль у районі 625 нм, де квантова ефективність фотосинтезу близька до одиниці. Виявилося, що додавання в колбу броміду кальцію створює пік випромінювання поблизу 625 нм. При цьому спостерігається лише невелике зниження інтенсивності випромінювання в діапазоні малих довжин хвиль, частка ж інфрачервоного випромінювання залишається практично незмінною.

## Переваги
На практиці основну експансію здійснюють з НВЧ-накачуванням близько 800—1000 Вт, і світловим потоком приблизно до 130 клм. Ці системи відносно прості конструктивно, не вимагають примусового охолодження пальника, дозволяють використовувати звичайні серійні магнетрони, що застосовуються в побутових НВЧ-печах.
Підсумовуючи відомі на сьогодні дані, можна виділити основні переваги НВЧ-світлових приладів з безелектродними лампами:
- Підвищена до 100 лм/Вт світлова віддача (світлова віддача безпосередньо колби становить 150 лм/Вт, але близько третини потужності втрачається в трансформаторі, магнетроні, на роботу вентиляторів тощо)[2]
- Суцільний квазісонячний спектр оптичного випромінювання з різко зниженим рівнем випромінювання в УФ і ІЧ[4] діапазонах і з максимумом спектру, що збігається з максимумом кривої видності людського ока. Це природне передання кольору.[5][6]
- Відсутність мерехтіння джерела світла.
- Малогабаритність і рівнояскравість світного тіла, що полегшує оптимізацію оптичних систем.
- Висока довговічність лампи (десятки тисяч годин).
- Екологічна чистота матеріалів наповнення лампи: сірки і аргону.
- Можливість регулювання сили світла.
- Можливість модульного ремонту в блокових конструкціях великих ламп.

## Недоліки
- Складність конструкції
- Висока вартість лампового модуля
- Висока температура колби пальника, звідси необхідність використання високоякісного кварцового скла та захисту від пилу.
- Великий діаметр світного тіла (25—30 мм), що ускладнює фокусування і використання в оптичних системах.
- Інертність (лампа досягає 80 % номінальної світності за 20—25 с, а після вимкнення може бути увімкнена тільки через 5—15 хвилин).
- Високий рівень акустичного шуму через необхідність інтенсивного охолодження колби.
- Труднощі в придушенні мікрохвильового випромінювання, що просочується в навколишнє середовище.